# 합천 덕정리 정세필 묘비
합천 덕정리 정세필 묘비(陜川 德亭里 鄭世弼 墓碑)는 대한민국 경상남도 합천군 대양면에 있는 묘비이다. 2010년 8월 26일 경상남도의 문화재자료 제502호로 지정되었다.

## 문화재 지정 사유
조선 중종 때 무과에 급제, 경상좌도 병마절도사를 역임한 정세필(1494~1566)의 묘비로 묘갈명은 1760년(乾隆 25. 庚辰) 12월 27일 진주목사 조덕상(趙德常)이 지은 것으로 정세필의 일대기를 금석문으로 남겨 놓아 후세에 귀감이 되고 있으며 비좌(碑座), 비신(碑身), 비수(碑首)는 양호한 상태로 조선 중기 무인의 인물상을 잘 알 수 있는 자료이다.

## 같이 보기
- 정세필

## 참고 자료
- 합천 덕정리 정세필 묘비 - 국가유산청 국가유산포털